# 陳儀 (萬曆庚戌進士)
陳儀（1574年—1634年），字用吉，號鳳治，福建省福州府閩縣人，軍籍，治《禮記》。

## 生平
甲戌五月初一日生，行一，由廩生中式己酉福建鄉試二十六名舉人，年三十六歲中式萬曆三十八年庚戌科會試三十九名，第三甲第三十名進士。戶部觀政，授廣東廣州府南海知縣，四十年壬子本省分考，四十四年丙辰陞刑部河南司主事。天啟元年九月，以刑部江西司郎中恤刑南直隸。五年被推为四川右参政，三月改任雲南右參政。六年十一月升江西按察使。

## 家族
曾祖陳波；祖陳繼成；父陳汝揚，庠生舉人兼文林郎；母曾氏（贈孺人）。永感下。兄陳宏猷（庠生），弟陳美（見任深州知州）；僖；脩；任；朝諭；朝綺；朝統。子率行（庠生）；率念。